# Universitat (districte de València)
La Universitat fou un antic districte de la ciutat de València existent entre aproximadament la fi del segle XIX i l'any 1939. El districte ocupava els actuals barris de Sant Francesc, La Xerea i La Seu, tots ells localitzats al districte de Ciutat Vella.
El districte rep el nom d'Universitat per ser on es trobava llavors l'Estudi General de València o Universitat al carrer homònim i a la plaça del Patriarca.

## Seccions censals
- Secció 27:
- Secció 28:
- Secció 29:
- Secció 30:
- Secció 31:
- Secció 32:
- Secció 33:
- Secció 34:
- Secció 35:
- Secció 36:
- Secció 37:
- Secció 38:

## Demografia
| Població | 13.359 | 18.428 | 18.074 | 18.588 |

## Representació electoral
La següent taula presenta un resum dels regidors elegits al districte durant les eleccions municipals al tems que va existir el districte.
| Candidatura           | Candidatura | 1901 | 1903 | 1905 | 1909 I | 1909 II | 1911 | 1913 | 1915 | 1917 | 1920 | 1922 | 1931 |
|                       | FR/PURA     | 1    | n/a  | n/a  | n/a    | n/a     | n/a  | n/a  | -    | -    | -    | 1    | 1    |
|                       | PL          | 0    | n/a  | n/a  | n/a    | n/a     | n/a  | n/a  | n/a  | n/a  | n/a  | -    | -    |
|                       | PC          | 0    | n/a  | n/a  | n/a    | n/a     | n/a  | n/a  | n/a  | n/a  | n/a  | -    | -    |
|                       | CT          | 1    | n/a  | n/a  | n/a    | n/a     | n/a  | n/a  | n/a  | n/a  | n/a  | -    | -    |
|                       | LC          | -    | n/a  | n/a  | n/a    | n/a     | n/a  | n/a  | n/a  | n/a  | n/a  | 1    | -    |
|                       | DLR         | -    | -    | -    | -      | -       | -    | -    | -    | -    | -    | -    | 1    |
|                       | Ind.        | -    | n/a  | n/a  | n/a    | n/a     | n/a  | n/a  | n/a  | n/a  | n/a  | -    | 2    |
| Regidors              | Regidors    | 2    | n/a  | n/a  | n/a    | n/a     | n/a  | n/a  | n/a  | n/a  | n/a  | 2    | 4    |
| Fonts: Las Provincias |             |      |      |      |        |         |      |      |      |      |      |      |      |